# Armungia
Armungia is een gemeente in de Italiaanse provincie Zuid-Sardinië (regio Sardinië) en telt 564 inwoners (31-12-2004). De oppervlakte bedraagt 54,79 km², de bevolkingsdichtheid is 10 inwoners per km².

## Geografie
De gemeente ligt op ongeveer 366 m boven zeeniveau.
Armungia grenst aan de volgende gemeenten: Ballao, San Nicolò Gerrei, Villaputzu, Villasalto.